# 慌心假期
《慌心假期》是由張之亮執導，梅艷芳、純名里沙、任達華等主演的愛情電影。2001年7月12日在香港上映。梅艷芳憑這部電影提名台灣金馬獎最佳女主角，是她在金馬獎第三次提名影后。

## 劇情大綱
頻臨破裂的夫妻關係，令 Michele (梅艷芳) 與唐醫生 (任達華) 都感到窒息，Michele 獨自到歐洲旅行散心，希望找到感情出路，挽救這段6年的婚姻。
在法國南部，她遇上同是孤身上路的日本女子 Miki (純名里沙)，二人十分投緣。率性的 Miki 讓 Michele 感染朝氣，習慣循規蹈矩的 Michele 也想一嘗放縱的滋味，竟與 Miki 跑到北非摩洛哥。
結伴遊玩令二人加深了解，Miki 吐露自己戀上有婦之夫，旅行原來也是為了逃避沒出路的感情，Miki 的「情婦」身份卻深深刺痛了 Michele，因為她正是丈夫的婚外情，也令這段婚姻沒有轉圜餘地。
原是治療感情的假期變成了更傷痛的打擊，在 Michele 決定收拾心情返香港之際，Miki 竟然從人間蒸發消失不見，內疚的 Michele 只得向唐醫生求助，沒料到唐醫生竟要 Michele 放棄尋找 Miki，與他回香港重新開始，Michele 滿腹疑問，究竟要如何作出抉擇… 

## 演員表
| 演 員    | 角 色   | 備註                                |
| 梅艷芳   | Michele | 唐醫生之妻                          |
| 纯名里沙 | Miki    | 日本人、唐醫生之情婦                |
| 任達華   | 唐醫生  | Michele 之夫、Miki 之情人           |
| 譚俊彥   | Mike    | 協助 Michele 尋找 Miki 的摩洛哥華人 |